# Eleccions generals neozelandeses de 2011
Les eleccions generals neozelandeses de 2011 van tenir tenir lloc el 26 de novembre de 2011 i van determinar els membres de la cinquantena legislatura de la Cambra de Representants de Nova Zelanda.
121 diputats van ser elegits a la Cambra de Representants de Nova Zelanda. Inicialment s'esperava que fossin 120 membres, però un escó sobresortit o overhang seat en anglès va fer necessària l'addició d'un escó. Dels 121 diputats, 70 eren de circumscripcions electorals i 51 de llistes electorals.
Un total de 3.070.847 persones estaven al cens electoral i podien votar en les eleccions, però tan sols 2.278.989 (74,21%) persones varen votar. Aquesta va ser la participació electoral més baixa des de 1887. El Partit Nacional, liderat per John Key, va rebre el 47,3% dels vots per partit i 59 escons, a tan sols dos d'una majoria absoluta. El Partit Laborista, liderat per Phil Goff, va rebre tan sols el 27,5% dels vots (el seu resultat més baix des de 1928) i 34 escons, mentre que el Partit Verd va rebre l'11,1% dels vots i 14 escons (el millor resultat per un partit minoritari —això exclou el Partit Nacional i el Partit Laborista— des de 1996). Nova Zelanda Primer, que no havia guanyat cap escó en les eleccions prèvies per no haver superat la barrera electoral del 5% o una circumscripció, va retornar amb el 6,6% dels vots i vuit escons.
Els partits que formaven govern amb el Partit Nacional en la quaranta-novena legislatura, però, van perdre escons. ACT Nova Zelanda va rebre menys d'un terç del vot per partit que rebé el 2008, reduint els seus escons de cinc a un. El Partit Maori va veure els seus escons reduïts de cinc a tres, ja que un diputat del partit va formar un nou partit, el Partit Mana, i un altre diputat del Partit Maori va perdre en la seva circumscripció electoral contra Rino Tirikatene del Partit Laborista. Futur Unit rebre menys vots , però van quedar-se amb un escó al parlament.

## Antecedents
A les eleccions generals neozelandeses de 2008 El govern del Partit Laborista no va aconseguir un quart mandat consecutiu després que el Partit Nacional arribés a acords de suport amb els partits ACT Nova Zelanda, Futur Unit i Partit Maori per formar un govern en minoria encapçalat per John Key.

## Sistema electoral
Des del 1996 Nova Zelanda ha emprat el sistema electoral de representació proporcional mixta, donant als votants dos vots: un per un partit polític i l'altre per un candidat a la seva circumscripció electoral local. Un referèndum sobre el sistema electoral va ocórrer al mateix dia de les eleccions generals, amb els votants neozelandesos per majoria votant a favor de quedar-se amb el sistema electoral de representació proporcional mixta.

## Enquestes

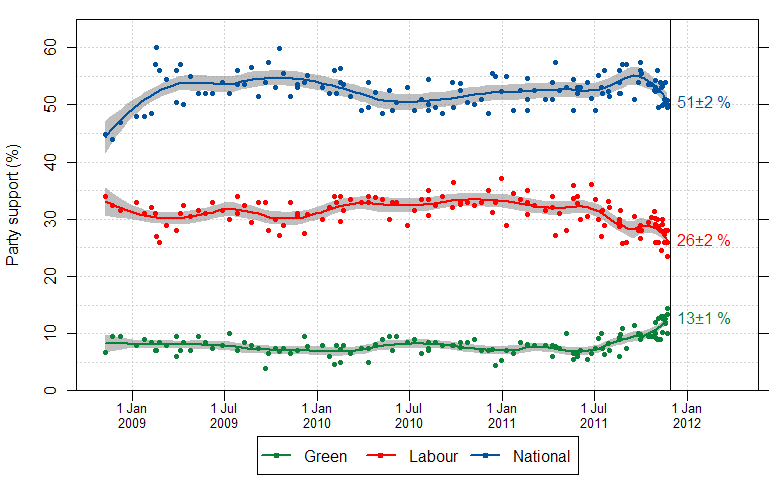
Representació gràfica dels resultats de les enquestes (2009-2011)

El sistema electoral neozelandès de representació proporcional mixta, en el qual el nombre d'escons parlamentaris que un partit rep es determina per quants vots de partit aquest rep, significa que les enquestes d'opinió neozelandeses usualment pronostiquen correctament els resultats d'una elecció general.
Les enquestes van ser produïdes periòdicament des de les eleccions de 2008 per MediaWorks New Zealand (3 News Reid Research), The New Zealand Herald (Herald Digipoll), Roy Morgan Research i Television New Zealand (One News Colmar Brunton) —amb algunes enquestes produïdes per Fairfax Media (Fairfax Media Research International) des del juny de 2011. El gràfic de la dreta mostra els resultats de les enquestes pels tres partits principals.
Després de les eleccions de 2008 el Partit Nacional ha pujat en popularitat, i des del 2009 s'ha regularment vist en el marge del 50-55%, amb un màxium d'un 55% l'agost de 2009 i l'octubre de 2011, abans de caure a un 51% en la setmana prèvia a les eleccions. El Partit Laborista i el Partit Verd va tenir resultats continus similars amb el 31-34% i el 7-8% respectivament fins al juliol de 2011, quan el Partit Laborista va veure resultants que queien en les enquestes, amb un 26% abans de les eleccions de 2011. La majoria de la pèrdua del Partit Laborista va afavorir al Partit Verd, qui pujà fins al 13% en l'última setmana d'enquestes. Cap altre partit regularment es veia al marge del 5% o més en aquest període.

## Resultats

### Partits parlamentaris

Diagrama dels escons a l'acabar les eleccions de 2011

Resultat de les eleccions a la Cambra de Representants de Nova Zelanda del 26 de novembre de 2011
| Partit                            | Partit                            | Vots      | % de vots | % de vots | Escons         | Escons    | Escons    | Escons    |
| Partit                            | Partit                            | Vots      | %         | Canvi     | Circumscripció | Llista    | Total     | Canvi     |
| --------------------------------- | --------------------------------- | --------- | --------- | --------- | -------------- | --------- | --------- | --------- |
|                                   | Nacional                          | 1.058.636 | 47,31     | +2,38     | 42             | 17        | 59        | +1        |
|                                   | Laborista                         | 614.937   | 27,48     | -6,50     | 22             | 12        | 34        | -9        |
|                                   | Verd                              | 247.372   | 11,06     | +4,33     | 0              | 14        | 14        | +5        |
|                                   | NZ Primer                         | 147.544   | 6,59      | +2,53     | 0              | 8         | 8         | +8        |
|                                   | Maori                             | 31.982    | 1,43      | -0,96     | 3              | 0         | 3         | -2        |
|                                   | Mana                              | 24.168    | 1,08      | +1,08     | 1              | 0         | 1         | +1        |
|                                   | ACT                               | 23.889    | 1,07      | -2,58     | 1              | 0         | 1         | -4        |
|                                   | Unit Futur                        | 13.443    | 0,60      | -0,27     | 1              | 0         | 1         | ±0        |
|                                   | altres partits                    | 75.493    | 3,37      | -3,17     | 0              | 0         | 0         | -1        |
| total                             | total                             | 2.237.464 | 100,00    |           | 70             | 51        | 121       | -1        |
|                                   |                                   |           |           |           |                |           |           |           |
| vots per partit rebutjats         | vots per partit rebutjats         | 19.872    |           |           |                |           |           |           |
| vots especials rebutjats          | vots especials rebutjats          | 21.263    |           |           |                |           |           |           |
| vots ordinaris rebutjats          | vots ordinaris rebutjats          | 390       |           |           |                |           |           |           |
| total de vots realitzats          | total de vots realitzats          | 2.278.989 |           |           |                |           |           |           |
| participació electoral            | participació electoral            | 74,21%    | 74,21%    | 74,21%    | 74,21%         | 74,21%    | 74,21%    | 74,21%    |
| ciutadans totals amb dret a votar | ciutadans totals amb dret a votar | 3.070.847 | 3.070.847 | 3.070.847 | 3.070.847      | 3.070.847 | 3.070.847 | 3.070.847 |

### Altres partits
Resultats dels vots per partit per
partits registrats però no representats
| Partit | Partit                                         | Vots   | %    | Canvi |
| ------ | ---------------------------------------------- | ------ | ---- | ----- |
|        | Conservador                                    | 59.237 | 2,65 | +2,65 |
|        | Cànnabis                                       | 11.738 | 0,52 | +0,12 |
|        | Democràtic                                     | 1.714  | 0,08 | +0,03 |
|        | Libertarianz                                   | 1.595  | 0,07 | +0,02 |
|        | Aliança                                        | 1.209  | 0,05 | -0,03 |
|        | Partits registrats però no representats, total | 75.493 | 3,37 | -3,17 |

### Resultats per circumscripció

Resultats per circumscripció

Abans de les eleccions, el Partit Nacional controlava la majoria de circumscripcions electorals amb un total de 41. El Partit Laborista en tenia 20, mentre que el Partit Maori en tenia quatre, i ACT Nova Zelanda, el Partit Mana, el Partit Progressista, Futur Unit i un diputat ex-Laborista que es va fer independent en tenien un cadascun.
A l'acabar les eleccions, el Partit Nacional en guanyà un per a controlar-ne un total de 42, el Partit Laborista en guanyà tres per a controlar-ne 23, el Partit Maori en va perdre un per a controlar-ne tres, i ACT, el Partit Mana i Unit Futur tots van quedar-se amb les seves circumscripcions electorals. Un candidat del Partit Nacional o del Partit Laborista quedà segon en cada circumscripció excepte per Rodney, on quedà segon el líder del Partit Conservador Colin Craig.
En onze circumscripcions electorals els diputats en el càrrec van retirar-se i nous diputats foren elegits. A Coromandel, North Shore, Northland, Rangitīkei, Rodney i Tāmaki, els escons van passar tots a nous diputats del Partit Nacional; a Epsom l'escó passà a un nou diputat d'ACT; i a Dunedin North i Manurewa els escons passaren a ser de nous diputats del Partit Laborista. El Partit Laborista, a més, passà a controlar la circumscripció de Te Atatū, la qual havia estat controlada per un diputat independent ex-Laborista, i Wigram on el diputat del Partit Progressista es retirà i un diputat del Partit Laborista hi guanyà.
De les cinquanta-nou circumscripcions on els diputats en el carrèc van fer campanya per reelecció, quatre van canviar de mans. A West Coast-Tasman Damien O'Connor del Partit Laborista hi guanyà per sobre de Chris Auchinvole del Partit Nacional. A Waimakariri Kate Wilkinson del Partit Nacional va quedar per sobre de Clayton Cosgrove del Partit Laborista i a Te Tai Tonga Rino Tirikatene del Partit Laborista va quedar per sobre de Rahui Katene del Partit Maori. A Christchurch Central a la nit de les eleccions el diputat del Partit Laborista Brendon Burns i la diputada del Partit Nacional Nicky Wagner van empatar amb 10.493 vots cadascun, i amb un recompte oficial Wagner guanyà per 45 vots, el qual va incrementar a 47 amb un recompte judicial. Tot i perdre en les seves circumscripcions electorals, Chris Auchinvole i Clayton Cosgrave van esdevenir diputats de nou en ser elegits per la llista electoral dels seus partits respectius.
La circumscripció de Waitakere a la nit de les eleccions generals va ser guanyada per Paula Bennett del Partit Nacional per sobre de Carmel Sepuloni del Partit Laborista. Amb un recompte oficial Sepuloni guanyà per 11 vots i Bennett subseqüentment va demanar un recompte judicial, el qual li va donar la victòria de nou a Bennett, per una majoria de tan sols 9 vots. Bennett fou declarada electa i Sepuloni no fou elegida per la llista electoral del seu partit, ja que estava posicionada massa baixa en la llista.
Cinc circumscripcions van tenir un guanyador amb una majoria de menys de mil vots: Waitakere (9), Christchurch Central (47), Waimakariri (642), Auckland Central (717) i Tāmaki Makaurau (936).
Resultat de les circumscripcions electorals neozelandeses en les eleccions de 2011
| ACT Partit Conservador Partit Laborista Partit Mana Partit Maori | Partit Nacional Partit Progressista Futur Unit Independent |

| Circumscripcions electorals generals | Circumscripcions electorals generals | Circumscripcions electorals generals | Circumscripcions electorals generals | Circumscripcions electorals generals |
| Circumscripció                       | En el càrrec                         | Victoriós                            | Majoria                              | Segon                                |
| ------------------------------------ | ------------------------------------ | ------------------------------------ | ------------------------------------ | ------------------------------------ |
| Auckland Central                     | Nikki Kaye                           | Nikki Kaye                           | 717                                  | Jacinda Ardern                       |
| Bay of Plenty                        | Tony Ryall                           | Tony Ryall                           | 17.760                               | Carol Devoy-Heena                    |
| Botany                               | Jami-Lee Ross                        | Jami-Lee Ross                        | 10.741                               | Chao Fu-Wu                           |
| Christchurch Central                 | Brendon Burns                        | [[Nicky Wagner\|Nicky Wagner]]       | 47                                   | Brendon Burns                        |
| Christchurch East                    | Lianne Dalziel                       | Lianne Dalziel                       | 5.334                                | Aaron Gilmore                        |
| Clutha-Southland                     | Bill English                         | Bill English                         | 16.168                               | Tat Loo                              |
| Coromandel                           | Sandra Goudie                        | [[Scott Simpson\|Scott Simpson]]     | 12.470                               | Hugh Kininmonth                      |
| Dunedin North                        | Pete Hodgson                         | [[David Clark\|David Clark]]         | 3.489                                | Michael Woodhouse                    |
| Dunedin South                        | Clare Curran                         | Clare Curran                         | 4.175                                | Joanna Hayes                         |
| East Coast                           | Anne Tolley                          | Anne Tolley                          | 4.774                                | Moana Mackey                         |
| East Coast Bays                      | Murray McCully                       | Murray McCully                       | 14.641                               | Vivienne Goldsmith                   |
| Epsom                                | Rodney Hide                          | John Banks                           | 2.261                                | Paul Goldsmith                       |
| Hamilton East                        | David Bennett                        | David Bennett                        | 8.275                                | Sehai Orgad                          |
| Hamilton West                        | Tim Macindoe                         | Tim Macindoe                         | 4.418                                | Sue Moroney                          |
| Helensville                          | John Key                             | John Key                             | 21.066                               | Jeremy Greenbrook-Held               |
| Hunua                                | Paul Hutchison                       | Paul Hutchison                       | 16.797                               | Richard Hills                        |
| Hutt South                           | Trevor Mallard                       | Trevor Mallard                       | 4.825                                | Paul Quinn                           |
| Ilam                                 | Gerry Brownlee                       | Gerry Brownlee                       | 13.312                               | John Parsons                         |
| Invercargill                         | Eric Roy                             | Eric Roy                             | 6.263                                | Lesley Soper                         |
| Kaikōura                             | Colin King                           | Colin King                           | 11.445                               | Liz Collyns                          |
| Mana                                 | Kris Faafoi                          | Kris Faafoi                          | 2.230                                | Hekia Parata                         |
| Māngere                              | Su'a William Sio                     | Su'a William Sio                     | 15.159                               | Claudette Hauiti                     |
| Manukau East                         | Ross Robertson                       | Ross Robertson                       | 15.858                               | Kanwaljit Singh Bakshi               |
| Manurewa                             | George Hawkins                       | Louisa Wall                          | 8.610                                | Cam Calder                           |
| Maungakiekie                         | Sam Lotu-Iiga                        | Sam Lotu-Iiga                        | 3.021                                | Carol Beaumont                       |
| Mount Albert                         | David Shearer                        | David Shearer                        | 10.021                               | Melissa Lee                          |
| Mount Roskill                        | Phil Goff                            | Phil Goff                            | 7.271                                | Jackie Blue                          |
| Napier                               | Chris Tremain                        | Chris Tremain                        | 3.701                                | Stuart Nash                          |
| Nelson                               | Nick Smith                           | Nick Smith                           | 7.088                                | Maryan Street                        |
| New Lynn                             | David Cunliffe                       | David Cunliffe                       | 5.190                                | Tim Groser                           |
| New Plymouth                         | Jonathan Young                       | Jonathan Young                       | 4.270                                | Andrew Little                        |
| North Shore                          | Wayne Mapp                           | Maggie Barry                         | 15.228                               | Ben Clark                            |
| Northcote                            | Jonathan Coleman                     | Jonathan Coleman                     | 9.379                                | Paula Gillon                         |
| Northland                            | John Carter                          | Mike Sabin                           | 11.362                               | Lynette Stewart                      |
| Ōhariu                               | Peter Dunne                          | Peter Dunne                          | 1.392                                | Charles Chauvel                      |
| Ōtaki                                | Nathan Guy                           | Nathan Guy                           | 5.231                                | Peter Foster                         |
| Pakuranga                            | Maurice Williamson                   | Maurice Williamson                   | 13.846                               | Sunny Kaushal                        |
| Palmerston North                     | Iain Lees-Galloway                   | Iain Lees-Galloway                   | 3.285                                | Leonie Hapeta                        |
| Papakura                             | Judith Collins                       | Judith Collins                       | 9.890                                | Jerome Mika                          |
| Port Hills                           | Ruth Dyson                           | Ruth Dyson                           | 3.097                                | David Carter                         |
| Rangitata                            | Jo Goodhew                           | Jo Goodhew                           | 6.537                                | Julian Blanchard                     |
| Rangitīkei                           | Simon Power                          | Ian McKelvie                         | 9.382                                | Josie Pagani                         |
| Rimutaka                             | Chris Hipkins                        | Chris Hipkins                        | 3.286                                | Jonathan Fletcher                    |
| Rodney                               | Lockwood Smith                       | Mark Mitchell                        | 12.222                               | Colin Craig                          |
| Rongotai                             | Annette King                         | Annette King                         | 9.047                                | Chris Finlayson                      |
| Rotorua                              | Todd McClay                          | Todd McClay                          | 7.357                                | Stephanie Chadwick                   |
| Selwyn                               | Amy Adams                            | Amy Adams                            | 19.451                               | Jo McLean                            |
| Tāmaki                               | Allan Peachey                        | Simon O'Connor                       | 17.786                               | Nick Bakulich                        |
| Taranaki-King Country                | Shane Ardern                         | Shane Ardern                         | 15.089                               | Rick Barker                          |
| Taupō                                | Louise Upston                        | Louise Upston                        | 14.115                               | Frances Campbell                     |
| Tauranga                             | Simon Bridges                        | Simon Bridges                        | 17.264                               | Deborah Mahuta-Coyle                 |
| Te Atatū                             | Chris Carter                         | Phil Twyford                         | 5.416                                | Tau Henare                           |
| Tukituki                             | Craig Foss                           | Craig Foss                           | 9.660                                | Julia Haydon-Carr                    |
| Waikato                              | Lindsay Tisch                        | Lindsay Tisch                        | 14.198                               | Kate Sutton                          |
| Waimakariri                          | Clayton Cosgrove                     | Kate Wilkinson                       | 642                                  | Clayton Cosgrove                     |
| Wairarapa                            | John Hayes                           | John Hayes                           | 7.135                                | Michael Bott                         |
| Waitakere                            | Paula Bennett                        | Paula Bennett                        | 9                                    | Carmel Sepuloni                      |
| Waitaki                              | Jacqui Dean                          | Jacqui Dean                          | 14.143                               | Barry Monks                          |
| Wellington Central                   | Grant Robertson                      | Grant Robertson                      | 6.376                                | Paul Foster-Bell                     |
| West Coast-Tasman                    | Chris Auchinvole                     | Damien O'Connor                      | 2.539                                | Chris Auchinvole                     |
| Whanganui                            | Chester Borrows                      | Chester Borrows                      | 5.046                                | Hamish McDouall                      |
| Whangarei                            | Phil Heatley                         | Phil Heatley                         | 12.447                               | Pat Newman                           |
| Wigram                               | Jim Anderton                         | Megan Woods                          | 1.500                                | Sam Collins                          |
| Circumscripcions electorals maoris   |                                      |                                      |                                      |                                      |
| Circumscripció                       | En el càrrec                         | Victoriós                            | Majoria                              | Segon                                |
| Hauraki-Waikato                      | Nanaia Mahuta                        | Nanaia Mahuta                        | 5.935                                | Angeline Greensill                   |
| Ikaroa-Rāwhiti                       | Parekura Horomia                     | Parekura Horomia                     | 6.541                                | Na Raihania                          |
| Tāmaki Makaurau                      | Pita Sharples                        | Pita Sharples                        | 936                                  | Shane Jones                          |
| Te Tai Hauāuru                       | Tariana Turia                        | Tariana Turia                        | 3.221                                | Soraya Peke-Mason                    |
| Te Tai Tokerau                       | Hone Harawira                        | Hone Harawira                        | 1.165                                | Kelvin Davis                         |
| Te Tai Tonga                         | Rahui Katene                         | Rino Tirikatene                      | 1.475                                | Rahui Katene                         |
| Waiariki                             | Te Ururoa Flavell                    | Te Ururoa Flavell                    | 1.883                                | Annette Sykes                        |

### Resultats de llista
En la taula següent es mostren per partit els candidats que van esdevenir diputats a través de la llista electoral del partit i no pas a través de guanyar en una circumscripció. El número al costat de cada diputat indica la seva posició a la llista del seu partit. Cap altre partit aconseguí tenir candidats de llista degut al baix percentatge de vots per partit que van rebre.
| Nacional | Laborista | Verd | NZ Primer |
| | | | |
| Lockwood Smith (3) Chris Finlayson (9) David Carter (10) Tim Groser (12) Steven Joyce (13) Hekia Parata (18) Michael Woodhouse (31) Melissa Lee (34) Kanwal Singh Bakshi (35) Jian Yang (36) Alfred Ngaro (37) Katrina Shanks (38) Paul Goldsmith (39) Tau Henare (40) Chris Auchinvole (43) Jackie Blue (46) Cam Calder (50) | David Parker (4) Maryan Street (7) Clayton Cosgrove (8) Sue Moroney (10) Charles Chauvel (11) Jacinda Ardern (13) Andrew Little (15) Shane Jones (16) Darien Fenton (18) Moana Mackey (19) Rajen Prasad (20) Raymond Huo (21) | Metiria Turei (1) Russel Norman (2) Kevin Hague (3) Catherine Delahunty (4) Kennedy Graham (5) Eugenie Sage (6) Gareth Hughes (7) David Clendon (8) Jan Logie (9) Steffan Browning (10) Denise Roche (11) Holly Walker (12) Julie Anne Genter (13) Mojo Mathers (14) | Winston Peters (1) Tracey Martin (2) Andrew Williams (3) Richard Prosser (4) Barbara Stewart (5) Brendan Horan (6) Denis O'Rourke (7) Asenati Taylor (8) |

### Costs electorals
El 21 de març de 2012 la Comissió Electoral va produir un reportatge sobre els costs electorals de cada partit en les seves campanyes entre el 26 d'agost i el 25 de novembre de 2011. Les figures estan en dòlars neozelandesos.
| Partit                                                                     | Partit                                              | Cost total | Vots per partit rebuts | Cost per vot |
| -------------------------------------------------------------------------- | --------------------------------------------------- | ---------- | ---------------------- | ------------ |
|                                                                            | Nacional \|\| 2.321.216$ \|\| 1.058.636 \|\| 2,19$  |            |                        |              |
|                                                                            | Conservador \|\| 1.878.337$ \|\| 59.237 \|\| 31,71$ |            |                        |              |
|                                                                            | Laborista \|\| 1.789.152$ \|\| 614.937 \|\| 2,91$   |            |                        |              |
|                                                                            | Verd \|\| 779.618$ \|\| 247.372 \|\| 3,15$          |            |                        |              |
|                                                                            | ACT \|\| 617.035$ \|\| 23.889 \|\| 25,83$           |            |                        |              |
|                                                                            | NZ Primer \|\| 155.903$ \|\| 147.544 \|\| 1,06$     |            |                        |              |
|                                                                            | Maori \|\| 72.173$ \|\| 31.982 \|\| 2,26$           |            |                        |              |
|                                                                            | Mana \|\| 60.082$ \|\| 24.168 \|\| 2,49$            |            |                        |              |
|                                                                            | Democràtic \|\| 34.676$ \|\| 1.714 \|\| 20,23$      |            |                        |              |
| style="width: 10px; background-color: Plantilla:Futur Unit/meta/color;" \| | [[Futur Unit\|Plantilla:Futur Unit/meta/sigles]]    | 27.719$    | 13.443                 | 2,06$        |
|                                                                            | Cànnabis \|\| 4.003$ \|\| 11.738 \|\| 0,34$         |            |                        |              |
|                                                                            | Libertarianz \|\| 2.760$ \|\| 1.595 \|\| 1,73$      |            |                        |              |
|                                                                            | Aliança \|\| 2.407$ \|\| 1.209 \|\| 1,99$           |            |                        |              |
| Total/mitjana                                                              | Total/mitjana                                       | 7.745.081$ | 2.237.464              | 3,46$        |

## Imparcialitat dels mitjans de comunicació
Un estudi de la Massey University publicat el novembre de 2012 va suggerir que la cobertura de la premsa era favorable al Partit Nacional i a John Key. En els trenta dies precendint les eleccions generals, els quatre grans diaris neozelandesos —The New Zealand Herald, el Herald on Sunday, el Dominion Post i The Sunday Star-Times— van imprimir fotografies de Key un 72% més que fotografies del seu oponent, Phil Goff, i hi havia dues vegades més text sobre el Partit Nacional i Key que del Partit Laborista i Goff.

## Conseqüències

### Formació de govern
El Partit Nacional repetí l'aliança amb ACT Nova Zelanda i Futur Unit el 5 de desembre de 2011 i amb el Partit Maori l'11 de desembre de 2011, per a formar un govern amb una majoria de set escons.

## = Canvis de lideratge després de les eleccions
Pel partit ACT Nova Zelanda els resultats mediocres de les eleccions (1,1% del vot per partit, cap diputat de llista, tan sols 1 diputat) van resultar en el líder Don Brash dimitint com a líder del partit, dient que es culpava a si mateix pel pèssim resultat del partit.
El 29 de novembre el líder del Partit Laborista Phil Goff i la líder segona Annette King va dimitir en un míting del partit i això seria efectiu a partir del 13 de desembre de 2011. Després d'una campanya per al lideratge de dues setmanes, David Shearer, de líder segon Grant Robertson, van guanyar la confiança dels diputats del partit per sobre de la candidatura de David Cunliffe i Nanaia Mahuta.